# Liste der Bodendenkmäler in Alfter
Die Liste der Bodendenkmäler in Alfter enthält die denkmalgeschützten unterirdischen baulichen Anlagen, Reste oberirdischer baulicher Anlagen, Zeugnisse tierischen und pflanzlichen Lebens und paläontologischen Reste auf dem Gebiet der Gemeinde Alfter im Rhein-Sieg-Kreis in Nordrhein-Westfalen (Stand: Oktober 2020). Diese Bodendenkmäler sind in Teil B der Denkmalliste der Gemeinde Alfter eingetragen; Grundlage für die Aufnahme ist das Denkmalschutzgesetz Nordrhein-Westfalen (DSchG NRW).
| Bild                  | Bezeichnung            | Lage                                               | Beschreibung                                | Bauzeit | Eingetragen seit | Denkmal- nummer |
| --------------------- | ---------------------- | -------------------------------------------------- | ------------------------------------------- | ------- | ---------------- | --------------- |
| „Hangmotte“           | „Hangmotte“            | Alfter Buchholzweg (Alte Burg) Karte               | Burgwall, frühmittelalterlich               |         |                  | 1               |
| Abschnittsbefestigung | Abschnittsbefestigung  | Witterschlick Eichhörnchenweg (im Bereich) Karte   | Mittelalterliche Wehrburg                   |         |                  | 2               |
| BW                    | Wallrechteck           | Alfter Breite Allee (im Bereich) Karte             | wahrsch. ehemaliges römisches Übungslager   |         |                  | 3               |
| BW                    | Wallrechteck           | Alfter Breite Allee-Alfterer Neuer Weg Karte       | wohl Überreste eines römischen Übungslagers |         |                  | 4               |
| BW                    | Grenzstein             | Oedekoven Karte                                    | Historischer Grenzstein                     |         |                  | 5               |
|                       | Römische Wasserleitung | Oedekoven/Gielsdorf/Alfter Flur 16/Flur 13/Flur 31 |                                             |         |                  | 6               |